# HMAS Vendetta (D69)
El HMAS Vendetta (D69/I69) (abans HMS Vendetta (FA3/F29/D69)) va ser un destructor de classe V que va servir a la Royal Navy i la Royal Australian Navy (RAN). Un dels 25 vaixells de classe V ordenats per a la Royal Navy durant la Primera Guerra Mundial, Vendetta va entrar en servei el 1917.
Durant la Primera Guerra Mundial, el Vendetta va participar en la Segona Batalla d'Heligoland Bight, i va operar contra les forces bolxevics durant la campanya britànica del Bàltic. La major part de la carrera de postguerra del vaixell es va passar operant a la Mediterrània. El 1933, el Vendetta va ser un dels cinc destructors seleccionats per a la seva transferència a la RAN. Durant els sis anys següents, el vaixell va estar involucrat en activitats en temps de pau o estava en reserva, però quan va començar la Segona Guerra Mundial, va ser assignat de nou al Mediterrani com a part de la "Flotilla de ferralla". Durant la campanya de Grècia, el Vendetta es va implicar en el transport de les tropes aliades a Grècia, després en l'evacuació a Creta. Després, el destructor va servir amb el servei de ferris de Tobruk, i va fer el major nombre de sortides a la ciutat assetjada de Tobruk.
A finals de 1941, el Vendetta va ser atracat per a la seva reparació a Singapur, però després que els japonesos l'envaïssin, el destructor va haver de ser remolcat fins a Fremantle, després Melbourne. Després que el reacondicionament, que va convertir el destructor en un vaixell d'escorta dedicat, va acabar el desembre de 1942, el Vendetta va passar la resta de la Segona Guerra Mundial operant com a escorta de tropes i combois per Austràlia i Nova Guinea. Vendetta va ser donat de baixa a finals de 1945 i se'l va enfonsar a Sydney Heads el 1948.

## Disseny i construcció
El Vendetta va ser un dels 25 destructors de classe V construïts per a la Royal Navy durant la Primera Guerra Mundial. Va tenir un desplaçament de càrrega estàndard de 1.090 tones, i un desplaçament profund de 1.490 tones. El destructor feia 312 peus 0,75 polzades (95,1167 m) de llargada total i 300 peus (91 m) de longitud entre perpendiculars, tenia una mànega de 29 peus 5,75 polzades (8,9853 m) i un calat màxim de 14 peus (7,45 polzades) . La maquinària de propulsió consistia en tres calderes Yarrow connectades a dues turbines Brown-Curtis, que subministraven 29.417 cavalls de potència (21.936 kW) a dos eixos d'hèlix. Encara que va dissenyar amb una velocitat màxima de 34 nusos (63 km/h; 39 mph), el Vendetta va aconseguir 35.041 nusos (64.896 km/h; 40.324 mph) durant les proves de potència. La companyia del vaixell estava formada per 6 oficials i 113 mariners.
En acabar, l'armament principal del vaixell consistia en quatre canons navals QF de 4 polzades Mk V únics.  Això es va complementar amb un pom-pó de 2 lliures de quatre canons , cinc metralladores de 0,303 polzades i dos conjunts de tubs de torpede triples de 21 polzades. Dos tobogans i quatre llançadors per a càrregues de profunditat es van instal·lar més tard en la carrera del vaixell, amb una càrrega útil de 50 càrregues transportades. Quan el Vendetta es va convertir en un vaixell d'escorta el 1942, el seu armament es va canviar per dos canons de 4 polzades, dos pompons, quatre canons Oerlikon de 20 mm, set canons de 0,303 polzades i l'equip de càrrega de profunditat.
Es va col·locar la quilla del Vendetta el 25 de novembre de 1916, per la Fairfield Shipbuilding and Engineering Company, Limited, a Govan, Escòcia. El vaixell va ser avarat el 3 de setembre de 1917;  es va completar el 17 d'octubre de 1917 i es va posar en servei aquell dia a la Royal Navy. El nom del vaixell prové del concepte de vendetta. La insígnia original del vaixell representava una daga d'estilet apuntant cap avall en angle, però, en un moment després d'entrar al servei RAN, el disseny es va modificar per incloure un braç, amb la mà al voltant de l'empunyadura de l'estilet. El vaixell també va adquirir el lema " Vindico ", ("Venjo" en llatí) .

## Història operativa

### Royal Navy
Després de la posada en marxa, el Vendetta va ser assignat a la 13a Flotilla de Destructors. A principis de novembre de 1917, el destructor va disparar contra els dragaminess alemanys que operaven al Kattegat. El 17 de novembre, el Vendetta va estar involucrada en la Segona Batalla d'Heligoland Bight. El 5 de desembre, el destructor va rescatar 430 supervivents de l'HMS Cassandra després que el creuer toqués una mina i s'enfonsés. A principis de 1918, Vendetta va ser assignada per operar contra les forces bolxevics al Bàltic; encallant el destructor Spartak i ajudant a la captura del destructor Lennuk en enfrontaments separats.
Després del final de la Primera Guerra Mundial, el Vendetta es va utilitzar inicialment per remolcar els vaixells alemanys capturats des de Scapa Flow per ser desballestats. El 1919, el vaixell va servir a la patrulla irlandesa de maig a agost. Durant 1923, va operar al Bàltic amb la Marina d'Estònia, després va ser assignada a la Mediterrània des de 1924 fins a 1933. Durant 1924, el destructor va servir com a vaixell de patrulla sota el comandament del tinent comandant W.NT Beckett, protegint els interessos britànics de la guerra de Jeddah. El març de 1925, el Vendetta , encara sota el comandament de Beckett, va escortar el iot reial Victoria and Albert durant una gira reial pel Mediterrani.

### Transferència a la Royal Australian Navy

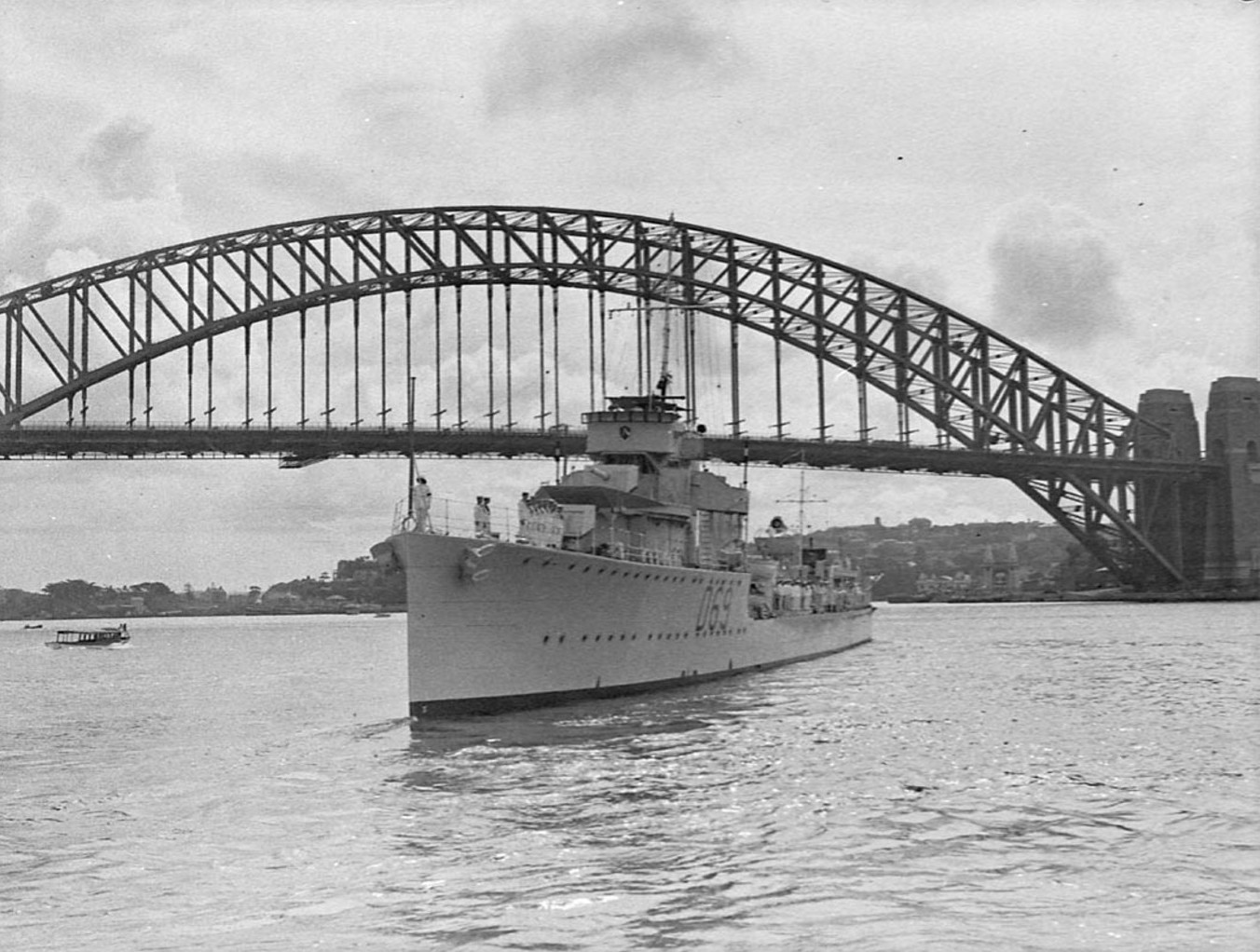
El Vendetta al port de Sydney l'abril de 1939 per recollir el cos del primer ministre Joseph Lyons.

El 1933, l'Almirallat britànic va decidir substituir cinc destructors de classe S cedits a la Royal Australian Navy per cinc destructors més capaços (però una mica més antics) . El Vendetta va ser un dels cinc vaixells seleccionats, i va ser encarregat a la RAN a Portsmouth l'11 d'octubre de 1933. Els vaixells van arribar a Austràlia a finals de 1933, i el Vendetta va ser posat en reserva el 31 de gener de 1934. Va ser reactivat en temps de pau i va exercir de rutina l'1 d'octubre de 1934 fins a l'1 de juny de 1938, quan va ser retornat a la reserva. El 29 de setembre de 1938, amb l'amenaça d'una nova guerra, el Vendetta va ser reassignat . A l'abril de 1939, va rebre l'honor de transportar el cos del primer ministre Joseph Lyons des de Sydney fins al seu lloc de descans final a Devonport, Tasmània

### Segona Guerra Mundial
Després de l'esclat de la Segona Guerra Mundial, el Vendetta i els altres quatre destructors RAN es van desplegar al Mediterrani l'octubre de 1939, on van adquirir ràpidament el sobrenom de "Flotilla de ferralla" per part dels propagandistes alemanys. El maig de 1940, el destructor va atracar a Malta per a reparacions. El 18 d'agost, el Vendetta va participar en el bombardeig de Bardia. De l'11 d'octubre al 9 de novembre, va estar atracat a Malta amb problemes de motor. El 3 de gener de 1941, el Vendetta va estar involucrada en un segon bombardeig de la ciutat líbia de Bardia, i després de la seva captura pels Aliats, va ser reassignat a patrulles de la costa líbia.
Durant el mes de març, el vaixell va participar en l'operació Lustre, el transport de tropes aliades i de material per reforçar Grècia. El 27 de març, el Vendetta va estar involucrada en la batalla del cap Matapan, on els vaixells de guerra italians van intentar interrompre els moviments de tropes aliades. El Vendetta va jugar poc paper en la batalla, ja que els problemes del motor van obligar el destructor a retirar-se primer de la força destructora a la flota de batalla principal, després a retirar-se a Alexandria per a reparacions. El vaixell va tornar al servei el 21 d'abril, però el canvi de fortuna dels aliats a la Campanya grega va obligar a retirar la majoria de les tropes desembarcades durant Lustre, i el Vendetta es va involucrar en l'operació Dimoni, l'evacuació de Grècia a Creta, durant el mes d'abril. Durant el mes de maig, el destructor va servir amb la flota de batalla aliada de Creta intentant negar la superioritat aèria alemanya durant la batalla i l'evacuació de Creta.
Des de finals de maig fins a principis d'agost, la divisió del Vendetta va ser assignada al servei de ferris de Tobruk: el subministrament corria cap a les forces aliades assetjades a Tobruk. Durant la tarda del 10 a l'11 de juliol, el Vendetta i el destructor HMS Defender tornaven d'una viatge a Tobruk quan el destructor britànic va quedar paralitzat pels atacs de bombarders aeris. El Vendetta va agafar a bord els soldats i l'equip que el Defender portava, i va intentar remolcar el vaixell fins a Alexandria. El matí de l'11 de juliol, es va decidir que salvar el vaixell era inassociable, i després de portar a bord la tripulació esquelet restant, el Vendetta va torpedinar el Defender a les 11:15. El Vendetta va realitzar vint viatges de tornada a Tobruk: el nombre més gran per un vaixell assignat a la ruta de proveïment. El 20 d'octubre, el destructor va concloure el servei al Mediterrani i va navegar cap a Singapur per a la seva reparació.
Després que els japonesos comencéssin els atacs aeris a Singapur el 8 de desembre, les armes antiaèries del Vendetta van ser retirades i utilitzades per complementar les defenses de la drassana. El 2 de febrer de 1942, el vaixell destruït va ser remolcat des de l'astillera pel remolcador St Just , després al llarg del mes va ser remolcat per HMS Stronghold, HMAS Yarra, després HMAS Ping Wo fins a Fremantle, on va arribar el 3 de març. Després d' això, el destructor va haver de ser remolcat a través de la Great Australian Bight fins a Williamstown Naval Dockyard. El Ping Wo va començar el remolc, però només va arribar al cap Leeuwin abans que els seus motors fallessin, i un vaixell de càrrega de la Comissió Britànica de Fosfats es va fer càrrec, amb la corbeta HMAS Whyala escortant. Tres línies de remolc van ser trencades per les condicions meteorològiques, i el progrés en alguns punts va ser tan baix com 1,5 nusos (2,8 km/h; 1,7 mph), però els vaixells van arribar a Melbourne el 15 d'abril. Després que la major part de la renovació es va completar a Williamstown, Vendetta va navegar el 29 de setembre cap a Sydney, on es va completar el treball al desembre.
Durant el reacondicionament d'un any, el Vendetta havia estat modificat en un vaixell d'escorta dedicat, amb un armament principal reduït i una capacitat antiaèria augmentada. El període entre 1943 i 1945 va veure el vaixell involucrat en tasques d'escorta i transport de combois a les aigües d'Austràlia i Nova Guinea. El servei de guerra del destructor va ser reconegut amb set honors de batalla: "Líbia 1940–41", "Matapan 1941", "Grècia 1941", "Creta 1941", "Mediterrani 1941", "Pacífic 1941–43" i "Nova Guinea 4941".

### Desmantellament i destí
El Vendetta va arribar a Sydney el 3 d'octubre de 1945, i va ser retirat del servei per la seva eliminació el 27 de novembre. El 20 de març de 1946, va ser venuda a Penguins Propriety Limited per al desballestament. Després que el vaixell fos desposseït de tot el material útil, el seu casc va ser llançat a Sydney Heads el 2 de juliol de 1948.